# Jacob Maule
Jacob Maule, född 18 december 1743 i Göteborg, död 10 juli 1805 vid Sätra brunn i Västmanland, var en svensk superkargör och krigsråd.
Maule var anställd som assistent vid Svenska Ostindiska Companiet, och superkargör i Kanton 1771, liksom chef för kompaniets kontor i tio år. Han återvände till Sverige först 1781. Efter karriären inom Ostindiska Companiet, tillträdde han som bataljonschef för en egen frikår 1789. Han tog sedan avsked den 28 februari 1794 med "krigsråds karaktär". Maule var ägare till Ekelyckans gård.
Maule gifte sig den 17 januari 1783 med Christiana Lund, dotter till rådmannen Christian Lund och Cornelia Hall. De blev svärföräldrar till Johan Anton von Matérn. Maule naturaliserades som svensk adelsman den 29 januari 1782 jämte sina systrar Johanna, Elisabet och Lona med namnet Maule.